# Kideganis
Kideganis (georgiska: კიდეგანის ქედი; ryska: Кидеганис) är en bergskedja i norra delen av Stora Kaukasus. Den ligger vid gränsen mellan nordöstra Georgien och Ryssland.